# Diamantová liga 2011
Samsung Diamantová liga 2011 byla druhá série atletických závodů Diamantové ligy.

## Kalendář
| Datum         | Mítink                     | Město      | Výsledek |
| ------------- | -------------------------- | ---------- | -------- |
| 6.5.2011      | Doha Diamond League        | Dauhá      | Výsledky |
| 15.5.2011     | Shanghai Golden Grand Prix | Šanghaj    | Výsledky |
| 26.5.2011     | Golden Gala                | Řím        | Výsledky |
| 4.6.2011      | Prefontaine Classic        | Eugene     | Výsledky |
| 9.6.2011      | Bislett Games              | Oslo       | Výsledky |
| 11.6.2011     | Adidas Grand Prix          | New York   | Výsledky |
| 30.6.2011     | Athletissima               | Lausanne   | Výsledky |
| 8.7.2011      | Meeting de Paris           | Paříž      | Výsledky |
| 22.7.2011     | Meeting Herculis           | Monako     | Výsledky |
| 5. - 6.8.2011 | London Grand Prix          | Londýn     | Výsledky |
| 29.8.2011     | Bauhaus-Galan              | Stockholm  | Výsledky |
| 26.8.2011     | British Grand Prix         | Birmingham | Výsledky |
| 8.9.2011      | Weltklasse Zürich          | Curych     | Výsledky |
| 9.9.2011      | Memoriál Van Dammeho       | Brusel     | Výsledky |

## Vítězové
| Muži                       | Muži                   | Muži    |
| -------------------------- | ---------------------- | ------- |
| Běh na 100 metrů           | Asafa Powell           | 18 bodů |
| Běh na 200 metrů           | Walter Dix             | 16 bodů |
| Běh na 400 metrů           | Kirani James           | 12 bodů |
| Běh na 800 metrů           | David Lekuta Rudisha   | 16 bodů |
| Běh na 1500 metrů          | Nixon Kiplimo Chepseba | 12 bodů |
| Běh na 5000 m              | Imane Merga            | 15 bodů |
| Běh na 3000 metrů překážek | Paul Kipsiele Koech    | 17 bodů |
| Běh na 110 metrů překážek  | Dayron Robles          | 16 bodů |
| Běh na 400 metrů překážek  | David Greene           | 16 bodů |
| Skok do výšky              | Jesse Williams         | 9 bodů  |
| Skok o tyči                | Renaud Lavillenie      | 20 bodů |
| Skok daleký                | Mitchell Watt          | 12 bodů |
| Trojskok                   | Phillips Idowu         | 18 bodů |
| Vrh koulí                  | Dylan Armstrong        | 17 bodů |
| Hod diskem                 | Virgilijus Alekna      | 17 bodů |
| Hod oštěpem                | Matthias de Zordo      | 17 bodů |

| Ženy                       | Ženy                    | Ženy    |
| -------------------------- | ----------------------- | ------- |
| Běh na 100 metrů           | Carmelita Jeterová      | 22 bodů |
| Běh na 200 metrů           | Carmelita Jeterová      | 13 bodů |
| Běh na 400 metrů           | Amantle Montshoová      | 28 bodů |
| Běh na 800 metrů           | Jennifer Meadowsová     | 11 bodů |
| Běh na 1500 metrů          | Morgan Uceny            | 19 bodů |
| Běh na 5000 m              | Vivian Cheruiyotová     | 20 bodů |
| Běh na 3000 metrů překážek | Milcah Chemos Cheywaová | 20 bodů |
| Běh na 100 metrů překážek  | Danielle Carruthersová  | 19 bodů |
| Běh na 400 metrů překážek  | Kaliese Spencerová      | 24 bodů |
| Skok do výšky              | Blanka Vlašičová        | 18 bodů |
| Skok o tyči                | Silke Spiegelburgová    | 14 bodů |
| Skok daleký                | Brittney Reeseová       | 23 bodů |
| Trojskok                   | Olga Saladuchová        | 24 bodů |
| Vrh koulí                  | Valerie Adamsová        | 24 bodů |
| Hod diskem                 | Yarelis Barriosová      | 14 bodů |
| Hod oštěpem                | Christina Obergföllová  | 28 bodů |